# Communauté économique des États de l'Afrique de l'Ouest
La Communauté économique des États de l'Afrique de l'Ouest (en abrégé CEDEAO ; en anglais : Economic Community of West African States, ECOWAS ; ), est une des communautés économiques régionales en Afrique, une organisation intergouvernementale ouest-africaine créée le 28 mai 1975. Cette structure est destinée à coordonner les actions des pays d'Afrique de l'Ouest. Son but est de promouvoir la coopération et l'intégration avec l'objectif de créer une union économique et monétaire ouest-africaine. En 1990, son pouvoir est étendu au maintien de la stabilité régionale avec la création de l'Economic Community of West African States Cease-fire Monitoring Group, groupe militaire d'intervention qui devient permanent en 1999. En 2025, la CEDEAO compte 12 États membres. En 2020, le produit intérieur brut global des États membres de la CEDEAO s'élève à 686 milliards de dollars américains.
Bien qu'au départ son rôle soit purement économique, la CEDEAO s'est assez vite intéressée au maintien de la paix. C'est en effet une condition essentielle pour qu'une union puisse se réaliser. Par ailleurs, la CEDEAO crée des infrastructures régionales en matière de transports et de télécommunications.
Le 29 janvier 2025, le Burkina Faso, le Mali et le Niger quittent la CEDEAO.

## Histoire

### Antécédents
L'union douanière de l'ouest africain formée par les quatre États du Conseil de l'Entente et le Mali en mai 1959 est l'ancêtre de la CEDEAO.

### Établissement
En 1972, le général Yakubu Gowon du Nigeria et le général Gnassingbé Eyadéma du Togo proposent la création d'une zone d'intégration économique régionale, attirant l'attention des dirigeants de la région. Ils proposent cela entre juillet et août 1973 à 12 États de la région.

### Premier traité
En raison de tensions entre différents pays, la CEDEAO décide en 1978 d'adopter un protocole de non-agression, suivi en 1981 par le protocole d'assistance en matière de défense et en juillet 1991 par une déclaration des principes politiques. Mais c'est en 1990 que l'aspect sécuritaire de la CEDEAO est appliqué concrètement. Lors de la Conférence des chefs d'État et de gouvernement, est convenue la mise en place d'un groupe surveillant l'application d'un cessez-le-feu, l'Economic Community of West African States Cease-fire Monitoring Group (Ecomog). Ce groupe de supervision est devenu en peu de temps une force d'interposition. Il est notamment intervenu dans les guerres civiles du Liberia, de Sierra Leone et de Guinée-Bissau.
En 1999, à la suite des différentes guerres civiles, les États membres créent une force de sécurité en attente. Cette force conserve son appellation d'origine (Ecomog). Ses principales tâches seront entre autres l'observation et la supervision des cessez-le-feu, le maintien de la paix, l'intervention humanitaire, le déploiement préventif, la construction de la paix, le désarmement et la démobilisation.
En 2000, la Mauritanie se retire de la CEDEAO afin de se consacrer au développement de l'Union du Maghreb arabe. Ce projet ne s'étant pas finalisé, le pays demande en mai 2017 à réintégrer l'organisation.

### Traité révisé (depuis 2003)

#### Interventions et médiations
Le 13 décembre 2009, la CEDEAO propose au Conseil national pour la démocratie et le développement d'envoyer des forces d'intervention en Guinée. Le 7 décembre 2010, à la suite du refus de Laurent Gbagbo (déclaré élu par le Conseil constitutionnel de la Côte d'Ivoire) de céder le pouvoir à Alassane Ouattara (déclaré élu par la Commission électorale indépendante, la plupart des États, l'Organisation des Nations unies et l'Union africaine) après l'élection présidentielle de 2010, l'organisation suspend la Côte d'Ivoire de l'ensemble de ses travaux. Elle est réintégrée après la victoire d'Alassane Ouattara en avril 2011.
Le 12 octobre 2012, le Conseil de sécurité des Nations unies charge les pays de la CEDEAO de définir un plan de reconquête militaire du Nord Mali qui se trouve entre les mains de groupes armés islamistes comme Al-Qaïda au Maghreb islamique (AQMI), le Mouvement pour l'unicité et le jihad en Afrique de l'Ouest (Mujao) et Ansar Dine. La Mission internationale de soutien au Mali commence à se déployer fin janvier 2013.
En janvier 2017, la CEDEAO s'engage dans la médiation de la crise gambienne survenue à la suite de l'élection présidentielle de décembre 2016 et au refus de Yahya Jammeh de quitter le pouvoir au profit d'Adama Barrow donné vainqueur. Le 19 janvier, ce dernier prête serment en tant que président de la République de Gambie dans l'ambassade de Gambie au Sénégal. Ce même jour, dans l'après-midi, à la suite de l'adoption de la résolution 2337 du Conseil de sécurité des Nations unies, des troupes des armées du Sénégal, du Nigeria, du Ghana, du Mali et du Togo entrent en Gambie « de partout » et en mobilisant « l'ensemble des moyens, terre, air et mer » selon les déclarations du colonel Abdoul Ndiaye, porte-parole de l'armée sénégalaise,. Des avions de guerre et un navire nigérians sont mobilisés. Le 20 janvier 2017, Yahya Jammeh accepte de quitter le pouvoir. Il part en exil le 28 janvier pour Conakry, en Guinée, avant de rejoindre la Guinée équatoriale. La gestion de la crise gambienne par la CEDEAO est considérée comme un succès sans qu'aucun mort ne soit à déplorer.

#### Faits économiques et institutionnels
Le 1er janvier 2015, le tarif extérieur commun de la CEDEAO entre en vigueur, mais il n'est appliqué que par neuf des États membres. Ce tarif extérieur commun doit remplacer le tarif extérieur commun de l'Union économique et monétaire ouest-africaine mis en place en 2000.

#### Libre circulation
Les résidents des États membres de la CEDEAO peuvent circuler dans les États membres et s'y établir sans visa.

### Vers la monnaie unique
Le 23 août 2019, la 42e session du conseil de convergence de la zone monétaire ouest-africaine (ZMOA), se tient à Conakry, en Guinée. La ZMAO regroupe les pays membres de la CEDEAO qui n'utilisent pas le franc CFA. La rencontre porte notamment sur le lancement d'une future monnaie de l'Afrique de l'Ouest, l'eco.
Le 21 décembre 2019, les chefs d'État des 15 pays de la région ont adopté le symbole de l'eco – « EC » – ainsi que le nom de la future banque centrale de la CEDEAO, la « Banque centrale de l'Afrique de l'Ouest ». Aucun calendrier précis n'est annoncé officiellement.
Le 10 février 2020, le Nigeria demande un report du lancement de l'eco, monnaie unique ouest-africaine, prévu théoriquement cette année. « La position du Nigeria sur l'eco est que les critères de convergence [entre États] n'ont pas été atteints par la majorité des pays » devant adopter cette monnaie commune, a indiqué la présidence nigériane sur son compte Twitter. « Il doit par conséquent y avoir un report du lancement de la monnaie unique », ajoute-t-elle.
Le 9 février 2020, un sommet extraordinaire de la CEDEAO a lieu. De nombreux points sont abordés. Notamment la mise en place de la monnaie unique (eco).
Fin février 2020, l'agence de notation Standard & Poor's réalise une étude sur la concrétisation du projet de sortie du franc CFA, et se dit rassurée par le fait que l'eco reste arrimé à l'euro et que la France continue à garantir sa convertibilité monétaire. Le lancement de la nouvelle monnaie n'aurait donc pas d'effets immédiats, et une dévaluation n'est à ce jour pas prévue. L'étude rappelle de même que « les États membres de l'Union économique et monétaire ouest-africaine ne seront plus tenus de conserver la moitié de leurs réserves de change sur un compte d'opération au Trésor français. Autrement dit, la banque centrale des États de l'Afrique de l'Ouest (BCEAO) pourra gérer ses réserves de changes comme elle le jugera approprié ».
Le 20 mai 2020, le Conseil des ministres français adopte un projet de loi qui entérine la fin du franc CFA. La BCEAO ne sera plus obligée de déposer la moitié de ses réserves de change auprès du Trésor public français.
Avec la sortie du Mali, du Niger et du Burkina Faso de l'instance, deux options de monnaie unique pourraient voir le jour, le SAHEL pour l'AES, et l'ECO pour les pays membres de la CEDEAO.

## Membres

### États membres actuels
L'adhésion de tous les membres de la CEDEAO date de la création de l'organisation en 1975, à l'exception du Cap-Vert, qui l'a rejointe en 1976.
- Bénin
- Cap-Vert
- Côte d'Ivoire
- Gambie
- Ghana
- Guinée (suspendue à la suite du coup d'État militaire de septembre 2021[23])
- Guinée-Bissau
- Liberia
- Nigeria
- Sénégal
- Sierra Leone
- Togo

### Membres suspendus
En 2021, deux États membres sont suspendus de la communauté à la suite de coups d'État : le Mali en mai, à la suite d'un deuxième coup d'État en neuf mois,, et la Guinée en septembre. La CEDEAO décide de geler les avoirs financiers et d'imposer des interdictions de voyage aux auteurs du putsch en Guinée et à leurs familles.
Le 27 janvier 2022, à la suite d'un coup d'État militaire le 24 janvier qui entraine la démission du président Roch Marc Christian Kaboré, obtenue sous la menace et l'intimidation, le Burkina Faso s'ajoute à la liste des membres suspendus.
Le 3 juillet 2022, le Mali obtient la levée des sanctions financières et économiques de l'organisation, mais il reste suspendu des organes de la CEDEAO. La CEDEAO accepte les deux ans de transition au Burkina Faso et la nomination de Thomas Boni Yayi comme médiateur pour la Guinée.
Le 30 juillet 2023, la CEDEAO suspend toutes les transactions commerciales et financières avec le Niger à la suite du coup d'État militaire de juillet 2023.
Le 28 janvier 2024, le Burkina Faso, le Mali et le Niger, ayant des pouvoirs militaires à leur tête après des coups d'État, annoncent leur volonté se retirer de la CEDEAO et ce avec effet immédiat,, sans toutefois en informer l’organisation par voie officielle. Si chaque État membre est libre de quitter l’organisation, ce départ ne peut s’effectuer avant l’expiration d’un délai d'un an stipulé par l’article 91-1 du traité révisé de la CEDEAO. Cependant, le Mali et le Burkina Faso annoncent ne pas vouloir respecter les engagements multilatéraux et tenter une sortie « sans délai ». Le 8 décembre 2024, après une conversation avec Vladimir Poutine, le président du Sénégal Bassirou Diomaye Faye évoque la possibilité d'un maintien des trois pays de l'Alliance des États du Sahel au sein de la CEDEAO pour des raisons liées à la sécurité régionale. Le 13 décembre 2024, les dirigeants du Burkina Faso, du Mali et du Niger réaffirment leur décision de quitter la Communauté économique des États de l’Afrique de l’Ouest.
Le 15 décembre 2024, la Conférence des chefs d'État de la CEDEAO adopte une période de transition pour la sortie du Niger, du Burkina Faso et du Mali, du 29 janvier au 29 juillet 2025. Pendant cette période de transition, la CEDEAO veut continuer la médiation. Le 22 décembre 2024, le Mali, le Niger et le Burkina Faso rejettent le délai de rétractation accordé par la CEDEAO.
En juin 2025, les chefs d'États de la CEDEAO se réunissent pour acter les formalités de sortie des pays de l'alliance des États du Sahel.

### Demandes d'adhésion
- Maroc : Le pays, après avoir fait son retour au sein de l'Union africaine après 32 ans d'absence, a formulé une demande d'adhésion à la CEDEAO le 24 février 2017[38] (il était déjà membre observateur de l'organisation depuis 2005). Le 4 juin, l'organisation donne son accord de principe à cette demande[39]. Initialement prévue pour décembre 2017, la décision finale de la CEDEAO devait être rendue en 2018. Cependant la décision a été reportée à une date ultérieure[40],[38].

- Mauritanie : Le pays a quitté la CEDEAO en 2000. Néanmoins, il a signé un accord d'association avec l'organisation le 9 août 2017 : à travers cette alliance actée par la ministre mauritanienne du Commerce, Naha Mint Mouknass, et son homologue sénégalais, Alioune Sarr, la Mauritanie devient donc officiellement membre associé de l'organisation[41].

### Anciens États membres
Le Burkina Faso, le Mali et le Niger sont membres de la CEDAO de sa création jusqu'en 2025. Le retrait officiel de ces trois pays prend effet le 29 janvier 2025. Les ressortissants de ces trois pays sahéliens qui ont un passeport CEDEAO pourront toutefois continuer à circuler, résider et s'établir dans les différents pays de la CEDEAO. Ils pourront également échanger leurs biens et leurs services provenant des trois pays sahéliens, conformément au système de libéralisation du commerce et à la politique d'investissement de la CEDEAO. Le 5 mars 2025, les présidents ivoirien, Alassane Ouattara, et ghanéen, John Dramani Mahama, invitent le Mali, le Burkina Faso et le Niger à réintégrer la Communauté économique des États de l’Afrique de l’Ouest.

## Statut et gouvernance

### Structure
La CEDEAO est composée de huit institutions principales :
- la conférence des chefs d'État et de gouvernement ;
- le conseil des ministres ;
- le parlement de la Communauté ;
- la cour de justice de la Communauté[46],[47] ;
- la commission :
Lors du sommet d'Abuja le 14 juin 2006, les chefs d'État de la CEDEAO ont approuvé une modification de l'organisation. Le secrétariat est remplacé par une commission de neuf commissaires, issus à tour de rôle des pays membres. Le mandat de quatre ans des premiers commissaires, issus du Burkina Faso, de Côte d'Ivoire, du Ghana, du Mali, du Niger, du Nigeria, du Sénégal, de Sierra Leone et du Togo débutera en janvier 2007. Le Ghana assurera la présidence de la commission et le Burkina Faso la vice-présidence ;
- la banque d'investissement et de développement de la CEDEAO ;
- l'organisation ouest-africaine de la Santé ;
- le groupe inter-gouvernemental d'action contre le blanchiment d'argent et le financement du terrorisme en Afrique de l'Ouest (GIABA).

## Économie
Depuis 30 ans, les États membres de la CEDEAO envisagent la création d'une monnaie unique, baptisée l'eco le 29 juin 2019 et qui devrait entrer en vigueur à une date indéterminée.
| Pays          | Devise             | Superficie (km2) | Population (en milliers) en 2017 | PIB (en millions de $) | PIB (PPA) (en millions de $) | PIB (PPA) par habitant ($ internationaux courants) |
| ------------- | ------------------ | ---------------- | -------------------------------- | ---------------------- | ---------------------------- | -------------------------------------------------- |
| Bénin         | Franc CFA (UEMOA)  | +0 000114 763,   | +00 00011 176,                   | +000 0009 247,         | +00 00025 441,               | +000 0002 276,                                     |
| Cap-Vert      | Escudo cap-verdien | +000 0004 033,   | +0 000 000546,                   | +000 0001 773,         | +000 0003 777,               | +000 0006 913,                                     |
| Côte d'Ivoire | Franc CFA (UEMOA)  | +0 000322 462,   | +00 00024 295,                   | +00 00037 353,         | +00 00095 837,               | +000 0003 945,                                     |
| Gambie        | Dalasi             | +00 00011 295,   | +000 0002 101,                   | +000 0001 489,         | +000 0003 569,               | +000 0001 699,                                     |
| Ghana         | Cedi               | +0 000238 537,   | +00 00028 834,                   | +00 00058 997,         | +0 000129 805,               | +000 0004 502,                                     |
| Guinée        | Franc guinéen      | +0 000245 836,   | +00 00012 717,                   | +00 00010 473,         | +00 00028 576,               | +000 0002 247,                                     |
| Guinée-Bissau | Franc CFA (UEMOA)  | +00 00036 125,   | +000 0001 861,                   | +000 0001 347,         | +000 0003 171,               | +000 0001 704,                                     |
| Liberia       | Dollar libérien    | +0 000111 369,   | +000 0004 732,                   | +000 0003 285,         | +000 0006 082,               | +000 0001 285,                                     |
| Nigeria       | Naira              | +0 000923 768,   | +0 000190 886,                   | +0 000375 745,         | +0001 123 781,               | +000 0005 887,                                     |
| Sénégal       | Franc CFA (UEMOA)  | +0 000196 712,   | +00 00015 851,                   | +00 00021 070,         | +00 00054 804,               | +000 0003 457,                                     |
| Sierra Leone  | Leone              | +00 00072 300,   | +000 0007 557,                   | +000 0003 775,         | +00 00011 565,               | +000 0001 530,                                     |
| Togo          | Franc CFA (UEMOA)  | +00 00056 785,   | +000 0007 798,                   | +000 0004 758,         | +00 00012 971,               | +000 0001 663,                                     |
| Total (2017)  |                    | +0005 114 144,   | +0 000367 566,                   | +0 000565 089,         | +0001 598 207,               | +000 0004 348,                                     |
| dont UEMOA    | Franc CFA (UEMOA)  | +0003 507 006,   | +0 000120 193,                   | +0 000109 552,         | +0 000291 052,               | +000 0002 422,                                     |

## Agences spécialisées
L'organisation compte onze institutions spécialisées :
- Agence monétaire de l'Afrique de l'Ouest (AMAO)
- Agence régionale pour l'agriculture et l'alimentation (ARAA)
- Autorité de régulation régionale du secteur de l'électricité de la CEDEAO (ARREC)
- Centre pour les énergies renouvelables et l’efficacité énergétique de la CEDEAO (CEREEC)
- Système d'échange d'énergie électrique ouest africain (EEEOA)
- Carte brune de la CEDEAO
- Unité de coordination des ressources en eau (UCRE)
- Centre de la CEDEAO pour le développement du genre (CCDG)
- Centre de développement de la jeunesse et sports de la CEDEAO (CDJSC)
- Institution monétaire de l'Afrique de l'Ouest (IMAO)
- Unité de préparation et de développement des projets d'infrastructure de la CEDEAO (PPDU)

## Présidents de la CEDEAO
| #  | Président             | Pays          | Période |
| -- | --------------------- | ------------- | --- |
| 1  | Gnassingbé Eyadéma    | Togo          | 1977-1978 |
| 2  | Olusegun Obasanjo     | Nigeria       | 1978-1979 |
| 3  | Léopold Sédar Senghor | Sénégal       | 1979-1980 |
| 4  | Gnassingbé Eyadéma    | Togo          | 1980-1981 |
| 5  | Siaka Stevens         | Sierra Leone  | 1981-1982 |
| 6  | Mathieu Kérékou       | Benin         | 1982-1983 |
| 7  | Ahmed Sékou Touré     | Guinée        | 1983-1984 |
| 8  | Lansana Conté         | Guinée        | 1984-1985 |
| 9  | Muhammadu Buhari      | Nigeria       | 1985 - 27 août 1985 |
| 10 | Ibrahim Babangida     | Nigeria       | 27 août 1985 - 1989 |
| 11 | Dawda Jawara          | Gambie        | 1989-1990 |
| 12 | Blaise Compaoré       | Burkina Faso  | 1990-1991 |
| 13 | Dawda Jawara          | Gambie        | 1991-1992 |
| 14 | Abdou Diouf           | Sénégal       | 1992-1993 |
| 15 | Nicéphore Soglo       | Bénin         | 1993-1994 |
| 16 | Jerry Rawlings        | Ghana         | 1994 - 27 juillet 1996 |
| 17 | Sani Abacha           | Nigeria       | 27 juillet 1996 - 8 juin 1998 |
| 18 | Abdulsalami Abubakar  | Nigeria       | 9 juin 1998 - 1999 |
| 19 | Gnassingbé Eyadéma    | Togo          | 1999 |
| 20 | Alpha Oumar Konaré    | Mali          | 1999 - 21 décembre 2001 |
| 21 | Abdoulaye Wade        | Sénégal       | 21 décembre 2001 - 31 janvier 2003 |
| 22 | John Kufuor           | Ghana         | 31 janvier 2003 - 19 janvier 2005 |
| 23 | Mamadou Tandja        | Niger         | 19 janvier 2005 - 19 janvier 2007 |
| 24 | Blaise Compaoré       | Burkina Faso  | 19 janvier 2007 - 19 décembre 2008 |
| 25 | Umaru Yar'Adua        | Nigeria       | 19 décembre 2008 - 18 février 2010 |
| 26 | Goodluck Jonathan     | Nigeria       | 18 février 2010 - 16 février 2012 |
| 27 | Alassane Ouattara     | Côte d'Ivoire | 17 février 2012 - 28 mars 2014 |
| 28 | John Dramani Mahama   | Ghana         | 28 mars 2014 - 19 mai 2015 |
| 29 | Macky Sall            | Sénégal       | 19 mai 2015 - 4 juin 2016 |
| 30 | Ellen Johnson Sirleaf | Liberia       | 4 juin 2016 - 4 juin 2017 |
| 31 | Faure Gnassingbé      | Togo          | 4 juin 2017 - août 2018 |
| 32 | Muhammadu Buhari      | Nigeria       | nommé en août 2018, pour succéder au Togolais Faure Gnassingbé, qui était en campagne électorale, ce qui posait un problème d'incompatibilité.[réf. souhaitée] |
| 33 | Mahamadou Issoufou    | Niger         | 29 juin 2019 - 7 septembre 2020 |
| 34 | Nana Akufo-Addo       | Ghana         | 7 septembre 2020 - 3 juillet 2022 |
| 35 | Umaro Sissoco Embaló  | Guinée-Bissau | 3 juillet 2022 - 24 février 2024 |
| 36 | Bola Tinubu           | Nigeria       | 24 février 2024 - 22 juin 2025 |
| 37 | Julius Maada Bio      | Sierra Leone  | depuis le 22 juin 2025 |

## Présidents de la Commission
| Président              | Pays          | Période                            |
| ---------------------- | ------------- | ---------------------------------- |
| Mohamed Ibn Chambas    | Ghana         | 1er janvier 2007 - 16 février 2010 |
| Victor Gbeho           | Ghana         | 16 février 2010 - 16 février 2012  |
| Kadré Désiré Ouédraogo | Burkina Faso  | 17 février 2012 - 8 avril 2016     |
| Marcel Alain de Souza  | Bénin         | 8 avril 2016 - 16 décembre 2017    |
| Jean-Claude Kassi Brou | Côte d'Ivoire | 16 décembre 2017 - 3 juillet 2022  |
| Omar Touray            | Gambie        | depuis le 3 juillet 2022           |

## État de droit et coups d'État
La CEDEAO a adopté des « principes fondamentaux » guidant tous ses rapports avec ses États membres, leurs citoyens et d'autres organismes externes, qui renforcent l'état de droit et le système démocratique de gouvernement dans la région, parmi lesquels : « respect, promotion et protection des droits de l'Homme et des peuples conformément aux dispositions de la Charte africaine des droits de l'Homme et des peuples ; reconnaissance et respect des règles et principes juridiques de la Communauté ; promotion et consolidation d'un système démocratique de gouvernement dans chaque État membre tel que prévu par la Déclaration de Principes Politiques adoptée le 6 juillet 1991 à Abuja. »
La CEDEAO doit affronter, conformément à ses traités et principes fondamentaux, des menaces à l'état de droit provenant : de transitions démocratiques difficiles en Guinée (2009) et en Côte d'Ivoire (2010) ; de coups d'État militaires avec suspension de la Constitution, par exemple en Guinée, le 5 septembre 2021, et au Burkina Faso, les 23 et 24 janvier 2022 (dans ce dernier cas, le président de la CEDEAO condamne « avec la plus grande fermeté cette tentative de coup d'État », exige le retour à l'ordre constitutionnel et demande la libération du président de la République) ; de militaires putschistes, par exemple au Mali (18 août 2020), qui refusent de rendre le pouvoir aux civils par le processus démocratique électoral légal, de respecter l'ordre constitutionnel, les traités internationaux ratifiés et les décisions de la CEDEAO ; l'émergence de groupes djihadistes, qui constituent au XXIe siècle la première menace sécuritaire dans la région, ainsi, en 2012, différents groupes armés qui prennent le contrôle du nord du Mali et l'insurrection djihadiste au Nigeria menée depuis 2009 par Boko Haram et Ansaru.
La CEDEAO intervient, rapidement et par divers moyens, en cas de menace aux principes fondamentaux qui la gouvernent et reste ferme sur ses principes.
Par exemple, le 18 août 2020 à la suite du coup d'État de 2020 au Mali, la CEDEAO appelle à l'arrêt de la mutinerie et s'oppose à tout coup d'État. La CEDEAO annonce la suspension du Mali de ses rangs, la fermeture des frontières de ses États membres avec le Mali et la suspension de leurs échanges financiers avec cet État membre, à l'exception des aliments de première nécessité, des médicaments et du carburant. Elle appelle également à la libération des personnalités arrêtées. Le 20 août, la CEDEAO annonce l'envoi d'une délégation au Mali et réclame le rétablissement du président. Le 22 août, une délégation de la CEDEAO se rend au Mali. Le 23 août, à l'issue du deuxième jour de négociations avec la délégation de la CEDEAO, la junte malienne propose une transition de trois ans dirigée par un militaire, un gouvernement majoritairement militaire et accepte de libérer le président Ibrahim Boubacar Keïta. Par la suite, elle propose une transition de deux ans. Le 24 août, après trois jours de négociations, la junte et les émissaires de la CEDEAO se séparent sans parvenir à un accord sur les conditions du retour du pouvoir aux civils. La mission de médiation de la CEDEAO propose alors une transition, dirigée par un civil ou un officier de l'armée à la retraite, pour une durée maximale de douze mois. Le 28 août, la CEDEAO exige une transition d'un an maximum, dirigée par un civil, ainsi qu'un Premier ministre civil. Le 7 septembre, la CEDEAO exige la nomination d'un président et d'un Premier ministre civils d'ici le 15 septembre. Le 16 septembre, malgré l'opposition de la CEDEAO, la junte exige une transition militaire. La CEDEAO accepte une transition de 18 mois. La CEDEAO lève les sanctions le 7 octobre. Le 5 décembre, le Conseil national de la transition est lancé. Le 13 janvier 2021, la CEDEAO appelle à la dissolution du CNSP et celle-ci est prononcée par décret le 18 janvier suivant.
À la suite du second coup d'État militaire en 2021, en août 2021, la Cour de justice de la CEDEAO demande au Mali de justifier la résidence surveillée de Moctar Ouane et Bah Ndaw, privés de liberté depuis le 24 mai 2021.
En janvier 2022, la CEDEAO annonce la mise sous embargo du Mali, sauf pour les denrées de première nécessité, pour sanctionner le maintien au pouvoir des militaires.

## Sources